# Zaria
Zaria város Nigéria területén, Kaduna szövetségi államban, Lagostól kb. 700 km-re ÉK-re. Lakossága 664 ezer fő volt 2012-ben.
A 11. században alapították, mint a hauszák zazzani városállamának székhelyét. Akkori neve Zazzau volt. Rabszolga-kereskedelmi központként volt ismert. Több régi műemléke megmaradt, többek közt az emír palotája és a Péntek-mecset. Ma az ország egyik legismertebb egyeteme itt működik Ahmadu Bello néven. 

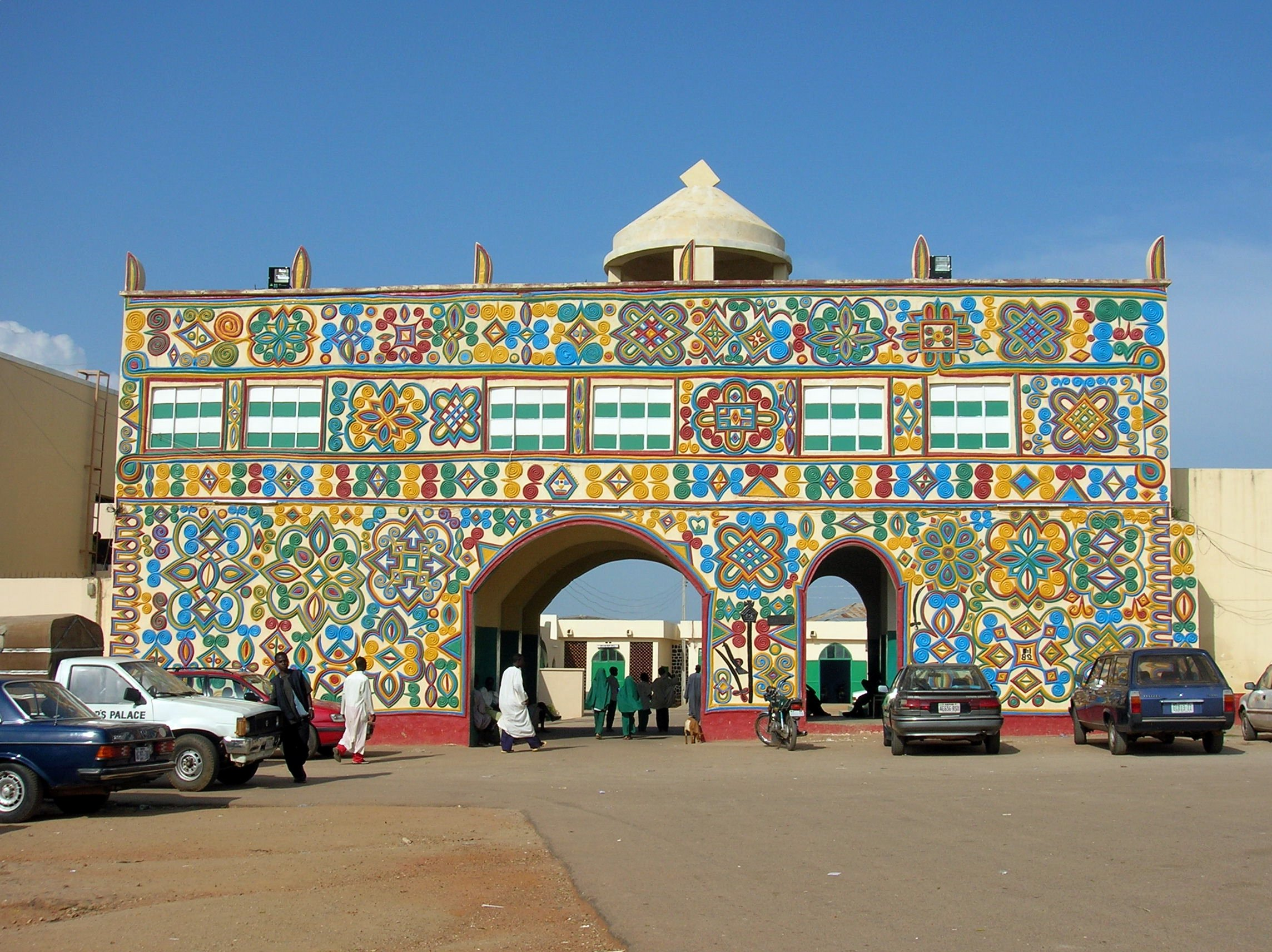
Az emír palotájának kapuja

## Fordítás
Ez a szócikk részben vagy egészben  a   Zaria című német Wikipédia-szócikk fordításán alapul.  Az eredeti cikk szerkesztőit annak laptörténete sorolja fel. Ez a jelzés csupán a megfogalmazás eredetét és a szerzői jogokat jelzi, nem szolgál a cikkben szereplő információk forrásmegjelöléseként.
Ez a szócikk részben vagy egészben  a   Zaria című angol Wikipédia-szócikk fordításán alapul.  Az eredeti cikk szerkesztőit annak laptörténete sorolja fel. Ez a jelzés csupán a megfogalmazás eredetét és a szerzői jogokat jelzi, nem szolgál a cikkben szereplő információk forrásmegjelöléseként.